# 高校艦隊
《高校艦隊》，是由Production IMS製作的原创动画，于2016年4月9日在TOKYO MX、BS11等电视台播放的电视动画，放送前公布的標題名稱為，簡体中文常译作“青春波纹”而正体中文常译作“高校艦隊”。

## 概要
2015年8月25日官方網站上線，並在2015年8月27日發售的『月刊Comic Alive』刊載本動畫的報導。此時宣傳所用的動畫標題為，羅馬字為「HAI FURI」。
2016年2月公布播放電視台、開播時間，以及公布片頭曲主唱與第一部PV。
2016年3月1日至3月31日，每日公開一位女學生角色的聲優。
2016年4月1日海上保安廳橫須賀海上保安部（隸屬第三管區海上保安本部）開始與本動畫合作宣傳，在愚人節當天以「橫須賀海保，對動畫主角嚴重警告？」為題在推特上發表推文。
2016年4月9日第一話播放，隨著結尾動畫標題正式登場，官方推特立即宣布本作標題從改為，並公開與自衛隊神奈川地方協力本部合作宣傳所使用的海報，而於秋葉原電器街口的大型廣告也於當日深夜更換為新標題式樣。然而標題更改造成一些以預錄收看的觀眾因未察覺變更導致第二話以後預錄失敗。
2016年4月28日公布與東日本旅客鐵道橫濱支社的合作活動將於同年6月1日展開。
2016年9月24日宣布將於2017年發布新作OVA，是電視動畫的續集。
2018年4月6日宣布劇場版製作決定，由A-1 Pictures制作。
2019年4月14日公布劇場版預告片，將於2020年初春上映。
2019年10月9日公布第二個劇場版預告片，於2020年1月18日上映。

## 故事簡介
距今100年前，在日俄戰爭後，日本因為過度開採甲烷水合物導致海平面上升及板塊位移使得多數的國土沉入海中，並造成海上都市的增加。而海上都市不斷增加的結果就是使海上交通的流量增大並威脅海的安全。為了守護海洋，發展了特別由女性所擔當的「藍色人魚」這個職業，並成為大多數的女學生憧憬的目標。而來自長野縣的岬明乃與知名萌香，為了想要成為「藍色人魚」，進入了橫須賀市中專門培養藍色人魚的海洋高中就讀。

## 登場角色

### 「晴風」船員

#### 艦橋成員
（指揮階級）
岬明乃（聲：夏川椎菜）
生日7月20日（巨蟹座），身高152cm
艦長。 故事主角，長野縣出身的女孩。一入學就被任命為陽炎型航洋直接教育艦「晴風」艦長（班級委員長）而且還帶上一隻貓（五十六）私封提督。
小時候遇過海難，失去了父母。所以她常說「船上的船員都是我的家人」，因此對每個船員都用暱稱稱呼。
在武藏號失蹤之後，一有消息就會變得很緊張，希望盡速找到武藏號。但是因為急欲找到武藏號，被宗谷真白訓斥（第五話）。
在伊201號事件、比叡號事件與郵輪翻覆事件中指揮良好，最後強迫武藏號在浦賀水道停止前進。
劇場版中與蘇成為朋友，並於沙盤推演競技中與真白對決。
宗谷真白（聲：Lynn）
生日5月27日（雙子座），身高159cm
副艦長（班級副委員長），出身自藍色人魚名家的少女。雖然擁有答對全部試題的學習實力，但卻同時有著填錯答案欄的笨拙個性。
擁有不幸體質，初次與明乃相遇時曾踩到香蕉皮跌進海裡。不擅長應付貓。另外意外的有著喜歡絨毛玩具的一面，寢室幾乎全被絨毛玩偶佔據。
母親是橫須賀海洋女子學校的校長、兩個姐姐是藍色人魚的成員。
在郵輪翻覆事件中進入船內救援，最後救出多聞丸。但是卻被困在船內，後來被藍色人魚的救難隊救出。
劇場版中，校方有意調任其為比叡艦長。亦與蘇成為朋友，於沙盤推演競技中與明乃對決。
立石志摩（聲：古木望）
生日8月5日（獅子座），身高147cm
砲術長。沉默寡言的少女。
與水雷長西崎芽依是好朋友。喜歡吃咖哩。
在第一次遇上武藏號時，預測砲彈來襲的角度，並用砲彈迎擊砲彈。被老鼠干擾思考後，對著明石號與間宮號開炮。
西崎芽依（聲：種崎敦美）
生日1月28日（水瓶座），身高146cm
水雷長。擅長數學，身材嬌小，不服輸的少女。
是船上的活力少女，「全彈發射」是夢寐以求的願望。
納沙幸子（聲：黑瀨優子）
生日5月28日（雙子座），身高155cm
記錄員。興趣是讀書、欣賞電影與用平板電腦拍照。當逃避現實時會演出獨角戲，發現跟明娜有共同興趣後變成與明娜一搭一唱。
對於情報的蒐集很齊全，在比叡號事件時，利用潮汐變化使比叡號擱淺。
在OVA中是以納沙幸子為主角。
知床鈴（聲：久保百合花）
生日10月29日（天蠍座），身高148cm
航海長，缺乏方向感。個性膽小，當遇見危險的事時會想逃跑。
被艦長 岬明乃 鼓勵之後，開始改變膽小的性格。

#### 砲雷科
小笠原光（聲：澤田美晴）
生日10月25日（天蠍座），身高155cm
砲術員及負責主砲瞄準。興趣是飛鏢運動。
武田美千留（聲：菊地瞳）
生日1月11日（摩羯座），身高162cm
砲術員及負責主砲迴旋。興趣是撞球運動。
日置順子（聲：田中美海）
生日2月5日（水瓶座），身高153cm
砲術員及負責主砲發射。興趣是擲鐵環。
松永理都子（聲：丸山友香）
生日10月12日（天秤座），身高156cm
水雷員及負責1號發射管的管理。興趣是保齡球。
姬路果代子（聲：田邊留依）
生日8月2日（獅子座），身高148cm
水雷員及負責2號發射管的管理。保齡球名人。
萬里小路楓（聲：中村櫻）
生日3月3日（雙魚座），身高158cm
水測員與號手。大小姐，興趣是演奏樂器。

#### 航海科
勝田聰子（聲：五月千里）
生日10月1日（天秤座），身高160cm
航海員。興趣是俄語。
山下秀子（聲：大地葉）
生日12月13日（射手座），身高145cm
左舷航海管制官。興趣是聽人講話。
內田真由美（聲：宮島惠美）
生日12月6日（射手座），身高158cm
右舷航海管制官。興趣是柔道。
八木鶇（聲：山下七海）
生日1月28日（水瓶座），身高151cm
電信員。興趣是探測術。
宇田慧（聲：藤田茜）
生日6月1日（雙子座），身高148cm
電測員。興趣是照相。
野間真知子（聲：小林優）
生日7月19日（巨蟹座），身高165cm
觀測員。興趣是天體觀測以及有良好的夜視能力。

#### 輪機科
柳原麻侖（聲：高森奈津美）
生日8月8日（獅子座），身高146cm
輪機長。千葉縣出身。與黑木是兒時玩伴關係。
黑木洋美（聲：相川奈都姬）
生日11月1日（天蠍座），身高169cm
輪機助手。麻侖的兒時玩伴。與真白是國中時代的同學並且仰慕真白，對於真白沒當上「晴風」艦長的事感到無法接受。
若狹麗緒（聲：清水彩香）
生日5月18日（金牛座），身高157cm
輪機員。喜歡八卦話題。
伊勢櫻良（聲：福沙奈惠）
生日11月12日（天蠍座），身高163cm
輪機員。喜歡八卦話題。
駿河留奈（聲：小澤亞李）
生日12月14日（射手座），身高152cm
輪機員。喜歡八卦話題。
廣田空（聲：金子彩花）
生日12月1日（射手座），身高157cm
輪機員。喜歡八卦話題。
和住媛萌（聲：新田日和）
生日4月1日（牡羊座），身高152cm
應急長（美術委員長）。
青木百百（聲：大橋步夕）
生日6月1日（雙子座），身高154cm
應急員（美術委員）。

#### 主計科
等松美海（聲：大津愛理）
生日10月23日（天秤座），身高155cm
主計長（班級會計）。東京都兜町金融船團出身，擅長經濟方面的知識。對真知子非常著迷。
伊良子美甘（聲：麻倉桃）
生日2月14日（水瓶座），身高151cm
給養員兼砲水雷運用員兼炊事委員。
杵崎譽（聲：伊藤加奈惠）
生日6月16日（雙子座），身高156cm
給養員兼砲雷運用員兼炊事委員。是和菓子店的女兒，茜的雙胞胎姐姐。
杵崎茜（聲：伊藤加奈惠）
生日6月16日（雙子座），身高156cm
給養員兼砲雷運用員兼炊事委員。和菓子店的女兒，譽的雙胞胎妹妹。
鏑木美波（聲：阿澄佳奈）
生日9月4日（處女座），身高143cm
衛生長（保健委員），有著科學家的氣質。已取得海洋大學的博士學位，但所上的大學並未進行海洋實習，因此進入橫須賀女子海洋學校參加海洋實習，並利用學得的知識研發出RATt所傳播病毒的抗體。今年十二歲。

#### 其他成員
威廉明娜·布倫瑞克·英格諾爾·弗里德堡（聲：五十嵐裕美）
生日10月1日（天秤座），身高162cm
原配屬於施佩伯爵将军号装甲舰上的副艦長，有著一頭金髮的美少女，逃亡到晴風號上。解決施佩伯爵海軍上將號裝甲巡洋艦的病毒感染事件後回到了原艦上。自稱老夫 (わし)。
在晴風號遭遇東舞鶴海洋男子學校的伊201號潛水艇時，發揮德意志的反潛技術。
五十六（聲：鶴岡聰）
明乃在碼頭遇見的貓。之後進入「晴風」的艦橋，並被明乃任命為大艦長，與「晴風」的船員一起旅行。
在岬明乃私封為「提督」後，再追封「大」，五十六在晴風號的位階變為「大提督」。
多聞丸
新橋商店街船的住民飼養的小貓，新橋商店街船觸礁事件中與前來幫忙的真白一起行動，後來由飼主交給真白飼養。

### 横須賀女子海洋學校
知名萌香（聲：雨宮天）
生日7月25日（獅子座），身高158cm
明乃的青梅竹馬。被任命為超大型直接教育艦「武藏」的艦長。
其母親生前曾為藍色人魚。與明乃為同一育幼院的朋友，於幼年時期與明乃訂下要一起成為藍色人魚的約定。
劇場版中掩護明乃一行人進入要塞。
古庄薰（聲：豐口惠）
指導教官。航海演習時用教官艦「猿島」向遲到的「晴風」施加砲擊，但在被「晴風」的魚雷命中後向公安管理局傳達「晴風」叛亂的消息後即失去意識。
之後醒轉並在醫院接受安全監督室的調查，但自己不記得當時向晴風開砲的理由。
最後乘坐天神號並帶著橫須賀女子海洋學校的濱風號、舞風號、比叡號與德國的海軍上將施佩伯爵號來協助晴風號。
宗谷真雪（聲：甲斐田裕子）
海洋學校的校長，真白的母親。9年前曾擔任旗艦「大和」的艦長。晴風被認定為叛亂後，與海上安全整備局對立，一心想要保護晴風。
15年前曾靠單艦殲滅了非法武裝艦隊，被人稱「久留島的巴御前」。
杉本珊瑚（聲：福沙奈惠）
工作艦「明石」的艦長。
藤田優衣（聲：清水彩香）
補給艦「間宮」的艦長。

### 藍色人魚
宗谷真霜（聲：中原麻衣）
宗谷家長女，目前從事藍色人魚的工作。晴風被認定為叛亂後，受母親真雪之命保護晴風並且幫忙調查真相。一等監察官。
最後在武藏號返回時負責攔截。
劇場版中搭乘武藏號指揮對海盜的作戰。
宗谷真冬（聲：優希知冴）
宗谷家次女，目前從事藍色人魚的工作。教官艦「弁天」的艦長。身著披風的體育系女子，擅長格鬥戰，常以補充魔力為由進行摸屁股的性騷擾。
劇場版中指揮突擊部隊潛入工廠，後擊敗海盜首領。
平賀倫子（聲：野村真悠華）
隸屬海上安全整備局安全監督室情報調查隊的二等監察官。
福內典子（聲：櫻庭有紗）
隸屬於安全監督室情報調査隊，平賀的同事。
負責偵問立石志摩的「誤射事件」。

### 其他海洋學校
緹雅·克魯采（聲：森永千才）
施佩伯爵海軍上將號的艦長，參加橫須賀海洋女學校的共同演習時中了RATt的病毒，在失去意識之前將帽子交給尚未感染的威廉明娜。
再次與晴風號相遇時已完全受病毒感染，但之後在晴風隊員與威廉明娜的救援行動下恢復了意識，所以對於晴風船員非常感謝。
宮里十海（聲：高橋未奈美）
劇場版中登場，吳女子海洋學校學生，超大型直接教育艦「大和」的艦長。
能村進愛（聲：長繩麻理亞）
劇場版中登場，吳女子海洋學校學生，超大型直接教育艦「大和」的副艦長。
阿部亞澄（聲：楠木燈）
劇場版中登場，舞鶴女子海洋學校學生，超大型直接教育艦「信濃」的艦長。
河野燕（聲：天野聰美）
劇場版中登場，舞鶴女子海洋學校學生，超大型直接教育艦「信濃」的副艦長。
千葉沙千帆（聲：富田美憂）
劇場版中登場，佐世保女子海洋學校學生，超大型直接教育艦「紀伊」的艦長。
野際啟子（聲：鈴代紗弓）
劇場版中登場，佐世保女子海洋學校學生，超大型直接教育艦「紀伊」的副艦長。

### 其他
RATt
理都子與果代子在撿拾購物網站「Abyss」的箱子時被放在裡頭的動物，有著如同倉鼠的外貌。身上有著會造成電子儀器故障以及會讓受感染者變得狂暴的病毒，之後由美波開發出足以免疫的抗體。
實際上是在海上安全整備局的海洋研究機關中偶然誕生的生物，一旦人類被病毒感染，身體素質會上升並變得好戰。而該病毒所發出的電磁波會干預二次感染者的腦波，進而構成「生體電流網路」，讓感染者基於單一目標做出行動。
蘇珊·雷耶斯（聲：大空直美）
自稱蘇（スー），劇場版中登場，喜歡大海與船的外國籍少女。欲尋找在日本工作的父親而來到橫須賀，在海洋學校競技活動的園遊會中認識了明乃和真白。
曾在本國擔任引水人的工作，熟悉船隻操作，但也因此被海盜利用。因工作關係亦知曉海上要塞的內部狀況，加入對海盜的要塞作戰，後引導晴風艦進入要塞內部。
海盜首領（聲：利根健太朗）
劇場版中登場的反派，以南太平洋為據點的海盜集團首領。為了削弱日本的海洋防衛力而計畫奪取海上工廠及要塞，利用蘇封鎖橫須賀港。占領工廠時被真冬率領的突擊部隊擊敗。

## 用語
藍色人魚
劇中守護海上治安的女性職業。女子學生被喻為明星的職業，成為本故事存在的基礎。船隻在吃水深度以上採用黑色基調為主，船身配上淺藍色對角線。
劇中藍色人魚本隊的治安行動（相當於現代日本自衛隊的行動）的描述，也可以想像國交省與橫須賀女孩海洋學校是來自不同的組織。
同樣地守護海上治安的男性職業被稱為白海豚。
横須賀女子海洋學校
位於横須賀市的藍色人魚訓練學校。校舍使用磚牆壁的古老西式建築。制服為水手服，因應不同職位服飾亦有不同（明乃戴上鴨舌帽，美波穿上白衣，而真白身上有飾繩）。明乃一眾人為藍色人魚第二十一屆新生。
本校基本所屬艦隻編號都是Y字母開始，數字作結尾。另外船隻在吃水深度以上採用黑色基調為主，船身配上紅色對角線，艦首編號以及艦尾名字都是使用白色文字作為標記。吃水深度以下都塗上紅色。
海上安全整備局
劇中守護日本海上治安的組織。先前描寫橫須賀女子海洋學校在這個組織管轄。因為橫須賀女孩海洋學校的校長可以聯繫國交省的負責人員而言，海上安全整備局比較接近现实中運輸省→國土交通省轄下海上海上保安廳的組織（甚至接近海上自衛隊地方保安部），或者它被認為國土交通省的內部組織。而旗下的海洋研究機關則是造成此次學生失控事件之元兇。
宗谷家
真白的祖家、長居於横須賀市的女系名門。自從由真白的祖母擔任藍色人魚初代艦長以來，代代都有出現優秀的藍色人魚隊員，成為不少以藍色人魚為目標的女子學生羨慕對象。
東舞鶴男子海洋學校
本校基本所屬艦隻編號都是H字母開始，數字作結尾。船隻的艦橋以及建造物都採用白色基調，船上甲板以及吃水深度以下採用灰色基調。船身配上淺黃色對角線，船首以及船尾都擁有編號。
無仁義之戰
幸子喜歡的電影，威廉明娜喜歡利用此電影為教材學習日文。作品在1970年上映，故事圍繞在1940年至1950年代現實日本廣島海上暴力團體抗爭運動為題材的俠義電影。全部系列為5作，以嶄新角度去觀看暴力團體泥足深陷的寫實紀錄，可以看到人們內心軟弱的一面，當時在外國電影中大放異彩，在海外上映40年以後成為一部人氣經典作品。
吳女子海洋學校
劇場版中登場，與其他兩校學生一同來到橫須賀參加四校聯合競技會。所屬船艦之船身配有藍色對角線為識別色。
舞鶴女子海洋學校
劇場版中登場，與其他兩校學生一同來到橫須賀參加四校聯合競技會。所屬船艦之船身配有黃色對角線為識別色。
佐世保女子海洋學校
劇場版中登場，與其他兩校學生一同來到橫須賀參加四校聯合競技會。所屬船艦之船身配有綠色對角線為識別色。

## 登場船艦
本作中登場的船艦是混合了第二次世界大戰時期的軍艦（例如武藏）及戰後所出現的現代艦（例如猿島）。
除了下列艦隻外，在動畫第3話開始時橫須賀女子海洋學校所屬艦上地圖顯示出現其他艦隻（但未正式登場）的狀況畫面，已知確認艦隻包括「比叡」（Y102）、「鳥海」（Y211）、「摩耶」（Y212）、「長良」（Y308）、「五十鈴」（Y309）、「名取」（Y310）、「天津風」（Y459）、「磯風」（Y460）、「時津風」（Y461）、「浦風」（Y462）、「萩風」（Y464）、「谷風」（Y465）、「浜風」（Y470）、「舞風」（Y471）、「照月」（Y512）、「涼月」（Y513）。6話時確認横須賀女子學校還有航行中的「風早」、而「山城」、「加賀」、「赤城」、「伊吹」、「生駒」則在船塢中。劇場版在四校競技會的開場中還提及藍色人魚所屬的超甲巡「吾妻」（BPC65），另外尚有舞鶴的「信濃」、佐世保的「紀伊」號等日本現實並未完成的計劃開發戰艦在高校艦隊的舞台存在。
陽炎型航洋艦「晴風」
全長：118.5m／寬幅：10.8m／基準排水量：2,033噸／時速：37節／艦長：岬明乃／艦隻編號：Y467
配備武器：火砲：50倍徑三年式127毫米炮（C型／D型）砲塔（第四話改為九八式100公釐高射炮，第十話最終換成美制Mk 39艦砲） 3座。機槍：九六式25毫米高射機炮 2梃。魚雷攻擊設備：92式4連裝魚雷發射管 2座。對潛攻擊設備：94式爆雷投射機 1臺、爆雷投下軌道
横須賀女子海洋學校所屬的航海教育艦。明乃與學生乘坐的主角艦。搭載了同型艦更高速並附有實驗性、故障率較多的高壓蒸发锅炉，鍋爐的操作上欠缺穩定性。
第3話時船身以及砲塔在内的設備被戰鬥損壞，第4集將損壞的127毫米高角連装砲拆除，在明石工場艦補給之下更換了火力強大，填裝較快以及射程較遠的九八式100公釐高射炮。第9話時為拯救施佩伯爵海軍上將號的作戰上，3座10厘米連装高角砲被佩伯爵海軍上將號的強力炮火全部摧毀，在這一戰後明石再次替晴風更換美制Mk 45艦砲射擊管制系統。還有將陽炎型艦上已經擁有的電子設備如雷達進行現代化改裝，砲塔旋轉時以手動控制，並具備了自動裝彈機進行填裝彈藥。主砲的實彈發射需要由正副艦長同時使用特殊的鑰匙才能開鎖使用。
第12話為阻止武藏號入侵日本領海並且拯救武藏號船員，得到各方支援後而晴風號受到武藏號強力炮火的影響下各部分受到致命傷，作戰成功後成員抵達横須賀港後沉沒。在OVA中並開始打撈上岸維修。
原型為大日本帝國海軍的陽炎型驅逐艦8號艦雪風號驅逐艦。
陽炎型航洋艦「沖風」(新生晴風)
全長：118.5m／寬幅：10.8m／基準排水量：2,033噸／時速：37節／艦長：岬明乃／艦隻編號：Y469
配備武器：火砲：3門15厘米SK C/28艦炮。機槍：九六式25毫米高射機炮 2梃。魚雷攻擊設備：92式4連裝魚雷發射管 2座。對潛攻擊設備：94式爆雷投射機 1臺、爆雷投下軌道
以晴風的代替艦於OVA02出現，並獲校長允許可改名晴風。部分裝備取自原來的晴風。
大和型超大型直接教育艦「武藏」
全長：263.0m／寬幅：38.9m／基準排水量：65,000噸／時速：27.5節／艦長：知名萌香／艦隻編號：Y118
横須賀女子海洋學校所屬的航海教育艦，船隻體積，火力以及防禦力都屬於最頂級。
艦上人員配置人數與陽炎型航洋艦「晴風」是一樣，基本上使用自動化操作。成績較為優秀的精英才會選拔到大和號姊妹艦武藏號戰艦實習，約定並培育將來成為大和乘艦員的大和練習艦。艦長使用舊日本帝國海軍的將官服飾。
武藏號在第3話時處於失蹤的狀況，第5話時被東舞鶴男子海洋學校教員艦隊發現其行蹤。之後用強大的砲火對東舞鶴男子海洋學校教員艦隊進行殲滅戰，睛風為了調查失蹤的東舞鶴男子海洋學校教員艦隊到該海域的現場時，武藏號對晴風號進行射擊。武藏號壓倒性火力、防禦力，並擁有超高的命中率以及發揮出驅逐艦的機動性令晴風號乘員第一次感覺到驚愕。更甚的是原大和級戰艦在補給彈藥、燃料、食物以及日常用品上供給困難，每一次出港時要滿載狀態才能出動。第6話對付東舞鶴男子海洋學校教員艦隊只是消耗兩成彈藥的狀態、擔心叛變長期化會引起國際問題，海上安全整備局已制訂出將各海洋的戰艦集中在一起進行短期武力鎮壓的議案。
原型為大日本帝國海軍的大和級戰艦二號艦武藏號戰艦。
金剛型大型直接教育艦「比叡」
全長：222.0m／寬幅：31.0m／基準排水量：32,156噸／時速：30.5節／艦隻編號：Y102
横須賀女子海洋學校所屬的航海教育艦，船隻歴史相當悠久，不過它經過多次大規模改裝，不會輸蝕給新造艦。
被睛風誤認為武藏號而被進行監視的横須賀女子海洋學校失蹤戰艦之一，為阻止病毒感染擴散的比叡號乘員到達人口稠密的特魯克群島，被晴風號利用潮水差異的影響，最終令它擱淺在淺灘繼而鍋爐停止運作。艦上人員最後由宗谷真冬率領的藍色人魚艦進行保護。
12話時與施佩伯爵海軍上將號、舞風（Y470）、浜風（Y471）以及天神（Y909）向晴風進行支援。
原型為大日本帝國海軍的金剛級戰艦二號艦比叡。
教官艦「猿島」
艦長：古庄薰／艦隻編號：Y083
横須賀女子海洋學校所屬的教官艦。擬似美軍獨立級濱海戰鬥艦新型艦，配備Mk-110 57毫米 70倍徑砲（57×438毫米彈藥：一門） ，RIM-116滾體飛彈及直升機甲板。
對遲到的睛風號使用速射砲發動突如其來的襲擊，睛風號被迫進行反擊後受到損傷。第2話的時間上處於沈没的瞹眛的狀況。第5話前古庄薰用摩斯密碼報告睛風號叛變以及猿島被轟沉的消息，乘員除古庄外全部棄艦逃生，只剩下古庄在海上漂流。第4話猿島在海上打撈，並被同型艦拖曳後進行接受獨立事故調查報告，在報告上發現戰術情報系統的資料已被删除。
猿島上搭載一批以調查海洋生物為目的研究員小組派遣到西之島新島上，事實上他們為了回收西之島新島上因火山爆發時隨同島上一同升起實驗艦RATt的資料，並將RATt再次自沉而作為準備，不過研究員小組與艦長受到病毒感染而進入意識不明狀態。
原型為美國海軍的獨立級濱海戰鬥艦。
教官艦「天神」
横須賀女子海洋學校所屬的教官艦。擬似美軍獨立級濱海戰鬥艦新型艦。艦隻編號為Y089，艦長由古庄薰擔任。
為拯救武藏號的學生而帶來比叡、舞風（Y470）、浜風（Y471）以及施佩伯爵海軍上將號支援晴風號的作戰。
教官艦「御藏」
擬似美軍獨立級濱海戰鬥艦新型艦。編號為BPF14，由藍色人魚褔內擔任艦長。
艦上與横須賀女子海洋學校教官艦同色，只是艦上標記有明顯分別。珀耳修斯作戰時配置在九州，武藏號現身日本領海時，御藏連同旗下所屬部隊三宅（BPF15），國府津（BPF16），八丈島（BPF16）與武藏號進行交戰。除了御藏受到中程度受損外，其餘艦隻受到嚴重損傷。
教官艦「弁天」
擬似美軍獨立級濱海戰鬥艦新型艦。編號為BPF10，由藍色人魚宗谷真冬擔任艦長。與猿島不同，採用黑色塗裝。
為身在特魯克群島的晴風號作出支援，及後接收並保護比叡號艦上人員。
德意志級直教艦「施佩伯爵海軍上將號」
全長：186m／寬幅：21.6m／基準排水量：12,100噸／時速：28.5節／艦隻編號：W207
配備武器：火砲：2座三連裝28厘米SK C/28艦炮、8門15厘米SK C/28艦炮
德國威廉港校所屬的小型直教艦。
配置了擁有最大射程36km的28厘米三連裝的主砲加上15厘米單裝副砲，副艦長為威廉明娜·布倫瑞克·英格諾爾·弗里德堡。
德國威廉港校派遣德國留學生參加横須賀女子海洋學校的共同演習而出航的戰艦，威廉明娜將事件經過說明給一眾晴風號上船員知道。
晴風號在阿得米拉提群島再度發現施佩伯爵海軍上將號的踪影，激戰之末晴風號乘員成功拯救施佩伯爵海軍上將號感染病毒的成員。而施佩伯爵海軍上將號的成員則返回席亞德勒港基地接受檢疫。
12話時與比叡、舞風（Y470）、浜風（Y471）以及天神（Y909）向晴風進行支援。
原型為納粹德國海軍的德意志級裝甲艦「施佩伯爵海軍上將號」。
東舞鶴校所屬艦「伊201」
全長：79m／寬幅：5.8m／基準排水量：1070噸／時速：20節／艦隻編號：H6201
配備武器：25毫米單裝機槍2梃 九五式潛水艇發射管4門 九五式魚雷10枚
東舞鶴男子海洋學校所屬的高速潛水教育艦。
包括伊201在內，在本作中的世界舞台中分類為潛水艇的操控員都是男性的獨有職業。
原型為大日本帝國海軍的伊號第二百一潛艦潛水艇。
藍色人魚旗艦／大和型超大型直接教育艦「大和」
艦長：宗谷真雪（TV版）、宮里十海（劇場版）／艦隻編號：K117
藍色人魚所屬旗艦。劇場版中做為吳女子海洋學校所屬的航海教育艦登場。吃水深度以上船身配以藍色對角線為識別色。
原型為大日本帝國海軍的大和號戰艦。
工場艦「明石」
艦長：杉本珊瑚／艦隻編號：Y2302
横須賀女子海洋學校所屬的工場艦。
與海上安全整備局平賀與補給艦間宮一同出現在晴風船員面前，將晴風號損壞的甲板、砲塔進行維修。預定西之島新島沖演習後一同與補給艦前往艦隊所在地滙合，艦長杉本珊瑚不太清楚現在的事態發展。
原型為大日本帝國海軍的工場艦明石。
補給艦「間宮」
艦長：藤田優衣／艦隻編號：Y2201
横須賀女子海洋學校所屬的補給艦。
與海上安全整備局平賀及工場艦明石一同出現在晴風船員面前，將晴風號不足夠的日常用品進行補給。預定西之島新島沖演習後一同與工場艦明石前往艦隊所在地滙合，艦長藤田優衣不太清楚現在的事態發展。
原型為大日本帝國海軍的補給艦間宮。
東舞鶴男子海洋学校教員艦隊教官艦
艦長：教頭／艦隻編號：H118
原型為類似海上自衛隊的新型艦秋月級護衛艦，配有Mk 45艦砲，FCS-3艦載對空雷達火控系统，CIWS。
艦數目達10隻以上，旗艦編號H118「蒼月（あおつき）」由教頭同艦長乘坐。對武藏號使用垂直發射阿斯洛克反潛飛彈進行攻擊並且命中目標。
哨戒船
東舞鶴男子海洋学校所屬的混合飛船。第5分隊2號船在第5話片頭登場，發現了海上巡航的武藏號。
水上摩托車
海洋安全局所屬艦隻運載的2人搭乘的水上摩托車，確認晴風號兩架搭載，另外藍色美人魚以它們用來進行拯救活動。
新橋商店街船
被晴風號截聽到求救訊號的遇難船隻。全長135m，總噸位為14000噸，總乘員為552人。船內具備了商業街以及住宅區，船全部可以作成為一個海上城市的功能。觸礁時後半部斷裂位置大量入水令船身翻轉而沉沒。
大和型超大型直接教育艦「信濃」
艦長：阿部亞澄／艦隻編號：M119
TV版中提及、劇場版中正式登場，舞鶴女子海洋學校所屬的航海教育艦。吃水深度以上船身配以黃色對角線為識別色。
原型為大日本帝國海軍的信濃號航空母艦。與史實不同，由於本作世界觀中無飛機存在，其做為戰艦登場而非航空母艦。
大和型超大型直接教育艦「紀伊」
艦長：千葉沙千帆／艦隻編號：S120
TV版中提及、劇場版中正式登場，佐世保女子海洋學校所屬的航海教育艦。吃水深度以上船身配以綠色對角線為識別色。
原型為大日本帝國海軍的未成艦111號艦。

## 電視動畫

### 製作人員
- 原案：鈴木貴昭
- 監督：信田祐
- 系列構成、劇本：吉田玲子
- 角色原案：Atto
- 角色設計：中村直人
- 色彩設定：池田瞳
- 背景：HED WORKS
- 音樂：小森茂生（F.M.F）
- 3DCG影像製作、攝影、編集：Graphinica
- 動畫製作：Production IMS
- 製作：海上安全整備局

### 主題曲
片頭曲「High Free Spirits」
作詞、作曲：山崎佳祐，編曲：溝口雅大，主唱：TrySail
TV版第1話作片尾曲使用
片尾曲「Ripple Effect」
作詞、作曲、編曲：ZAQ，主唱：春奈露娜

### 各話列表
| 話數     | 日文標題 | 中文標題               | 劇本     | 分鏡              | 演出              | 作畫監督 | 總作畫監督                        |
| -------- | -------- | ---------------------- | -------- | ----------------- | ----------------- | --- | --------------------------------- |
| 第1話    |          | 初次航海遭遇危機！     | 吉田玲子 | 信田祐            | 信田祐            | 山川宏智、瀧川和男、垣野內成美 永野孝明、荻尾圭太、土屋浩章 藤田正幸                                                     | 中村直人 奥田陽介                 |
| 第2話    |          | 被追擊遭遇危機！       | 吉田玲子 | 信田祐 笹嶋啟一   | 橋本能理子        | 佐藤道夫、小澤圓、森前和也 小林真平、柏淳志、永野孝明 桑原良介                                                           | 山田有慶                          |
| 第3話    |          | 穿上睡衣後遭遇危機！   | 鈴木貴昭 | 信田祐 笹嶋啟一   | 住吉嵐            | 芳賀亮、山根理宏、柏淳志 永野孝明、土屋浩彰、栗原學 後藤依子、甲田正行、今井雅美 和合薰                                  | 中村直人 小林真平 山田有慶        |
| 第4話    |          | 少女的危機！           | 吉田玲子 | 藤森一真          | 阿部達也          | 、海塚敏、吉田功介 齋藤溫子、岡野幸男、河野鑛一郎 中西修史、井上優子、青山正宣 太田濱彥、武藤信宏、王國年 和合薰、柏淳志 | 中村直人 奧田陽介 佐藤道夫        |
| 第5話    |          | 遭遇武藏大危機！       | 岡田邦彥 | 笹嶋啟一          | 越田知明          | 三島千枝、森下勇輝、一橋優一 岩田幸大、齊藤育實、阪本麻衣 森前和也、王國年                                               | 中村直人 山田有慶 小林真平        |
| 第6話    |          | 清除機雷遭遇危機！     | 鈴木貴昭 | 佐藤清光 藤森一真 | 佐藤清光          | 永野孝明、桑原良介、藤田正幸 栗原學、土屋浩章、森前和也 芳賀亮、                                                         | 中村直人 奧田陽介                 |
| 第7話    |          | 暴風雨中遭遇危機！     | 吉田玲子 | 笹嶋啟一          | 佐藤清光          | 飯田清貴、小澤圓、王國年 相澤秀亮                                                                                        | 中村直人 山田有慶 小林真平        |
| 第8話    |          | 遭遇比叡大危機！       | 岡田邦彥 | 西島克彥          | 村田光 後藤禮雅   | 櫻井正明、三井麻未、 臼田義夫、宇良隆太、山田將司 今田茜、相澤秀亮                                                       | 中村直人 奧田陽介                 |
| 第9話    |          | 明娜遭遇危機！         | 鈴木貴昭 | 祝浩司            | 安藤貴史 阿部雅司 | 棚澤香織、西田美彌子、芳賀亮 栗原學、土屋浩章、後藤依子                                                                  | 中村直人 小林真平                 |
| 第10話   |          | 快樂的赤道祭！         | 吉田玲子 | 藤森一真          |                   | 古矢好二、丸岡功治、植竹康彥 大西秀明、江間一隆、福地和治 成松義人、相澤秀亮、王國年                                     | 中村直人 奧田陽介 山田有慶        |
| 第11話   |          | 遭遇大艦巨砲大危機！   | 岡田邦彥 | 笹嶋啟一          | 村上勉            | 吉田巧介、飯飼一幸、大木比呂 齋藤溫子、山田英子                                                                          | 中村直人 小林真平 佐藤道夫 栗原學 |
| 第12話   |          | 最終決戰遭遇危機！     | 吉田玲子 | 西島克彥 藤森一真 | 橋本能理子        | 芳賀亮、小澤圓、佐佐木貴宏 土屋浩章                                                                                      | 中村直人 山田有慶 奧田陽介        |
| OVA 前篇 |          | 納沙幸子的危機！       | 岡田邦彥 | 藤森一真 信田祐   | 阿部雅司          | 飯田清貴、棚澤香織、山根理宏 沼田廣、藤田正幸、栗西裕輔 瀧川和男                                                         | 和合薰 倉谷亮多                   |
| OVA 後篇 |          | 納沙幸子再次遇上危機！ | 鈴木貴昭 | 島津裕行 信田祐   | 石倉禮            | 久松沙紀、棚澤香織、藤田正幸 今田茜、宇良隆太、山根理宏                                                                  | 和合薰 倉谷亮多                   |

### BD與DVD
| 卷數        | 發售日期       | 收錄話數       | 規格編號      | 規格編號       |
| 卷數        | 發售日期       | 收錄話數       | BD限定版      | DVD限定版      |
| ----------- | -------------- | -------------- | ------------- | -------------- |
| 1           | 2016年6月22日  | 第1話、第2話   | ANZX-11921/2  | ANZB-11921/2   |
| 2           | 2016年7月27日  | 第3話、第4話   | ANZX-11923/4  | ANZB-11923/4   |
| 3           | 2016年8月24日  | 第5話、第6話   | ANZX-11925/6  | ANZB-11925/6   |
| 4           | 2016年9月28日  | 第7話、第8話   | ANZX-11927/8  | ANZB-11927/8   |
| 5           | 2016年10月26日 | 第9話、第10話  | ANZX-11929/30 | ANZB-119229/30 |
| 6           | 2016年11月23日 | 第11話、第12話 | ANZX-11931/2  | ANZB-119231/2  |
| OVA         | 2017年5月24日  | 前編、後編     | ANZX-11933/4  | ANZB-11933/4   |
| Blu-ray BOX | 2019年12月4日  | 第1話－第12話  | ANZX-13441/4  | 不適用         |

### 播放電視台

#### 日本国内
日本深夜動畫：下文記載的日本国内播放時間使用日本標準時間（UTC+9）表示。因為部分時間标识會採用30小时制，因此請留意这类超过24:00的时间，其實際播放時間為翌日清晨。
| 播放地區 | 播放電視台   | 播放日期               | 播放時間（UTC+9）         | 所屬聯播網 | 備註   |
| -------- | ------------ | ---------------------- | ------------------------- | ---------- | ------ |
| 日本全國 | BS11         | 2016年4月9日－6月25日  | 星期六 24時00分－24時30分 | 網絡電視   | 製作局 |
| 東京都   | TOKYO MX     | 2016年4月9日－6月25日  | 星期六 24時00分－24時30分 | 獨立局     |        |
| 栃木縣   | 栃木電視台   | 2016年4月9日－6月25日  | 星期六 24時00分－24時30分 | 獨立局     |        |
| 群馬縣   | 群馬電視台   | 2016年4月9日－6月25日  | 星期六 24時00分－24時30分 | 獨立局     |        |
| 愛知縣   | 愛知電視台   | 2016年4月11日－6月27日 | 星期一 25時35分－26時05分 | 東京電視網 |        |
| 京都府   | KBS京都      | 2016年4月12日－6月28日 | 星期二 24時00分－24時30分 |            |        |
| 兵庫縣   | SUN電視台    | 2016年4月12日－6月28日 | 星期二 24時30分－25時00分 |            |        |
| 北海道   | 北海道電視台 | 2016年4月12日－6月28日 | 星期二 26時05分－26時35分 |            |        |
| 福岡縣   | TVQ九州放送  | 2016年4月12日－6月28日 | 星期二 26時05分－26時35分 |            |        |
| 日本全國 | AT-X         | 2016年4月13日－6月29日 | 星期三 23時00分－23時30分 | 衛星電視   | 有重播 |

#### 日本国外
中国大陆
由bilibili播放，但第二话开始从网站下架，怀疑由于题材涉及日本自卫队相关。
北美、美国
由Funimation、Crunchyroll、Daisuki.net播放。

## 劇場版
2018年4月6日宣布劇場版製作的消息，並於2020年1月18日上映。劇情延續電視動畫OVA之後的故事。台灣於2020年10月16日上映。

### 製作人員
- 原案：鈴木貴昭
- 總監督：信田祐
- 監督：中川淳
- 腳本：鈴木貴昭、岡田邦彦
- 角色原案：Atto
- 角色設計、總作畫監督：中村直人
- 3DCGI監督：宮風慎一
- 音樂：小森茂生
- 音響監督：森下廣人
- 動畫製作：A-1 Pictures
- 製作：新海上安全整備局
- 配給：Aniplex

### 主題曲
主題曲「Free Turn」
作詞、作曲：出口遼（KEYTONE），編曲：飯田涼太（KEYTONE)，主唱：TrySail
插入曲「High Free Spirits」
作詞、作曲：山崎佳祐，編曲：溝口雅大，主唱：TrySail

## 漫畫
於《月刊Comic Alive》（KADOKAWA／Media Factory）2015年12月號（10月27日發售）開始連載由作畫的漫畫作品。內容為電視動畫的前日談。
| 冊數 | KADOKAWA       | KADOKAWA                                                | 尖端出版       | 尖端出版               |
| 冊數 | 發售日期       | ISBN                                                    | 發售日期       | ISBN                   |
| ---- | -------------- | ------------------------------------------------------- | -------------- | ---------------------- |
| 1    | 2016年4月23日  | ISBN 978-4-04-068242-6                                  | 2017年11月28日 | ISBN 978-957-107-811-3 |
| 2    | 2017年2月23日  | ISBN 978-4-04-068816-9                                  | 2018年5月4日   | ISBN 978-957-108-070-3 |
| 3    | 2017年10月23日 | ISBN 978-4-04-069447-4                                  |                |                        |
| 4    | 2018年7月23日  | ISBN 978-4-04-069879-3                                  |                |                        |
| 5    | 2019年3月23日  | ISBN 978-4-04-065564-2                                  |                |                        |
| 6    | 2019年12月23日 | ISBN 978-4-04-064244-4                                  |                |                        |
| 7    | 2020年11月21日 | ISBN 978-4-04-064964-1                                  |                |                        |
| 8    | 2021年5月21日  | ISBN 978-4-04-680408-2                                  |                |                        |
| 9    | 2022年1月21日  | ISBN 978-4-04-681027-4                                  |                |                        |
| 10   | 2022年12月22日 | ISBN 978-4-04-681807-2 ISBN 978-4-04-681808-9（特裝版） |                |                        |
| 11   | 2024年3月23日  | ISBN 978-4-04-682958-0                                  |                |                        |
| 12   | 2025年1月22日  | ISBN 978-4-04-684579-5                                  |                |                        |

## 遊戲
《高校艦隊 指尖艦隊戰鬥！》，由Aniplex開發的智慧型手機遊戲，2019年3月27日於日本上市。以TV電視動畫為題材改編的戰艦戰鬥遊戲，遊戲劇情中除了「晴風號」船員等熟悉的角色以外，同樣就讀於横須賀海洋高中的新角色也將登場。
遊戲公式推特在日本時間2020年2月26日下午五點零二分發推表明遊戲將在日本時間的同年三月二十五日下午兩點停服。

## 關連項目
- World of Warships

## 外部連結
- 劇場版「高校艦隊」官網 （页面存档备份，存于）（日語）
- 智慧型手機遊戲「高校艦隊 指尖艦隊戰鬥！」官網 （页面存档备份，存于）（日語）
- 高校艦隊的X（前Twitter）（日語）